# ナーバー

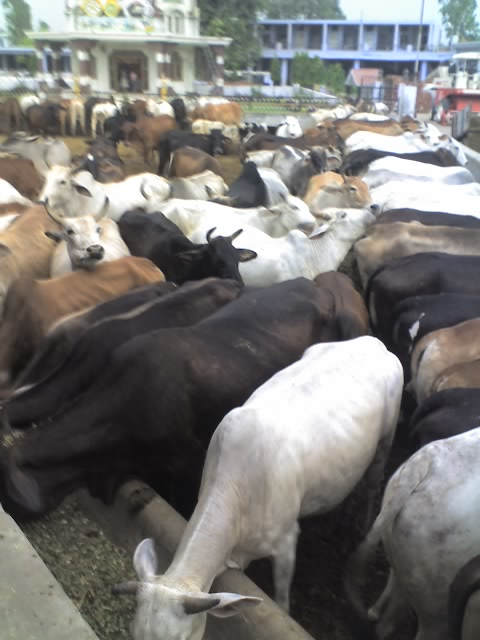
ナーバーの牛

ナーバー（パンジャービー語：ਨਾਭਾ、Nabha）は、インドのパンジャーブ州、パティヤーラー県の都市。

## 歴史
1763年、ナーバーにシク教徒のミスルが建てられた。
1809年、ランジート・シングがイギリスとアムリトサル条約 (1809年)を締結すると、ナーバーの領主もまたイギリスと軍事保護条約を締結した。これにより、ナーバーはイギリスに従属する藩王国となった。
1857年、インド大反乱が発生すると、ナーバー藩王国はイギリスに味方して鎮圧に尽力した。

## 人口
ナーバーは北緯30度22分 東経76度09分 / 北緯30.37度 東経76.15度に位置している。

## 地理
2001年の統計によると、ナーバーの人口は61,953人。